# Thác Bà (Bình Thuận)
Thác Bà là thác nước trên suối Cát ở xã Đức Thuận huyện Tánh Linh tỉnh Bình Thuận, Việt Nam .
Thác Bà nằm trong khu bảo tồn thiên nhiên núi Ông , và là cơ sở thành lập ra "khu du lịch Thác Bà".

## Đặc điểm
Thác Bà có 9 tầng, mỗi tầng cao từ 15 - 25m.
Đường đến Thác Bà là đoạn dốc không có đường đi, chỉ có người dân quen đi trơn mới đi được, nếu không sẽ trượt chân dẫn tới tai nạn chết người.
Đến tháng 6/2018 đã ghi nhận 5 vụ tử vong khi du lịch Thác Bà .

## Suối Cát
Suối Cát là phụ lưu của sông La Ngà, bắt nguồn từ tây nam núi Ông cao 1302 m 11°04′53″B 107°47′04″Đ / 11,081281°B 107,784545°Đ chảy hướng tây nam.
Đến Thác Bà thì suối uốn lượn sang hướng tây bắc rồi bắc, qua thị trấn Lạc Tánh thì đổ vào sông La Ngà.
Suối Cát là tên suối và tên xã phổ biến ở các miền.